# ロバート・マレット
ロバート・マレット（Robert Mallet、1810年6月3日 – 1881年11月5日）は、アイルランドの地質学者、土木エンジニアである。地震の研究で知られる。

## 生涯
ダブリンで工場経営者の息子として生まれた。ダブリンのトリニティ・カレッジで学んだ。卒業後は父親の鉄工業で働いた。1932年にはアイルランド科学アカデミー会員に選ばれ、1835年からイギリス科学振興協会 (BAAS) で働いた。1838年にはアイルランド地質学会の終身会員となり、1846年から1848年には会長を務めた。1846年にアイルランド科学アカデミーで発表した論文『地震の力学』"The Dynamics of Earthquakes" は近代地震学の基礎となったと評価され、seismology（地震学）、isoseismal map、epicenter（震央）などの用語の創始者である。
1852年から1858年の間 The Earthquake Catalogue of the British Association の出版の準備を行い、地震波の砂地と岩地での伝播速度を調べる実験を行った。1857年12月16日、イタリアのパドゥーラ近くで、11,000人の犠牲者をだしたナポリ大地震が発生すると、ロンドン王立協会の資金を得て調査を行い、Report on the Great Neapolitian Earthquake of 1857 として報告した。地震の被害を写真によって記録した貴重な資料となった。1862年に2巻の Great Neapolitan Earthquake of 1857: The First Principles of Observational Seismology を出版した。火山学の分野にも Volcanic Energy: an Attempt to develop its True Origin and Cosmical Relations がある。

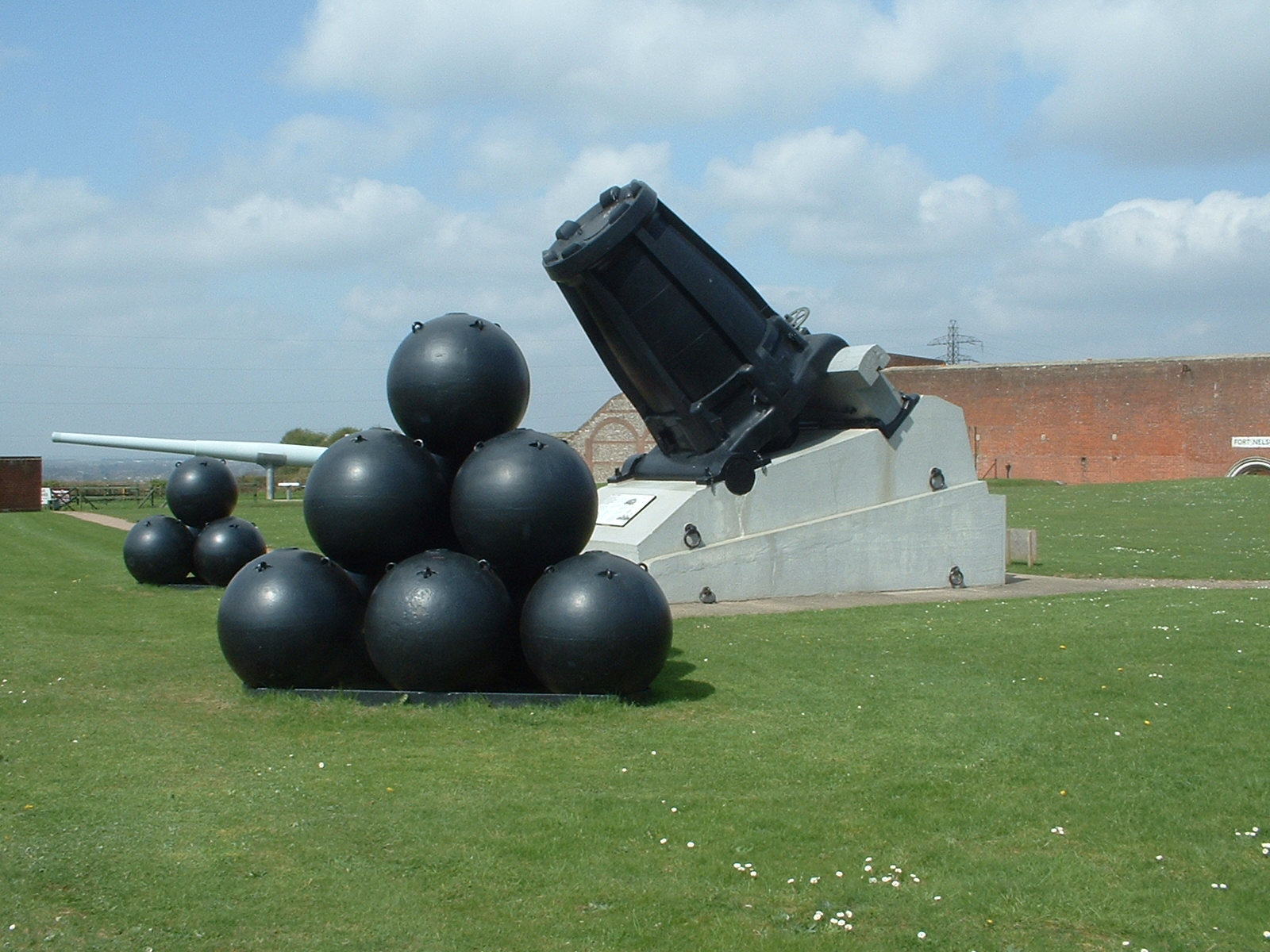
マレット砲

エンジニアとしては、1848年からケープ・クリアに灯台を建設し、クリミア戦争中には1.1トンの砲弾を2.4km飛ばすことのできる巨大なマレット砲を設計したが実戦には間に合わなかった。
1854年に王立協会の会員に選ばれ、1859年に土木工学者協会 (Institution of Civil Engineers) からテルフォード・メダルを受賞し、1877年にロンドン地質学会からウォラストン・メダルを受賞した。